# داريل جونز (لاعب كرة قاعدة)
داريل جونز (بالإنجليزية: Daryl Jones)‏ هو لاعب كرة قاعدة أمريكي، ولد في 25 يونيو 1987 في رويال أوك في الولايات المتحدة.

## وصلات خارجية
- داريل جونز على موقعبيزبول رفرنس.كوم (الدوري الثانوي) (الإنجليزية)